# Bascaneucosma
Bascaneucosma là một chi bướm đêm thuộc phân họ Tortricinae của họ Tortricidae.

## Các loài
- Bascaneucosma magicopa Diakonoff, 1989